# Tisch School of the Arts
Die Tisch School of the Arts (auch NYU Tisch) ist eine von 15 Fakultäten der New York University. Sie wurde nach Laurence und Preston Tisch benannt.

## Studiengänge
Die Tisch School of the Arts bietet unterschiedliche Abschlüsse an, darunter Bachelor, Master und Doktor. Diese werden in 14 Abschlussprogrammen in fünf Abteilungen angeboten.

### The Maurice Kanbar Institute of Film, Television, & New Media
- Maurice Kanbar Institute of Film, Television, & New Media, Undergraduate
- Maurice Kanbar Institute of Film, Television, & New Media, Graduate
- Department of Photography and Imaging
- Interactive Telecommunications Program (ITP)
- Rita & Burton Goldberg Department of Dramatic Writing

### The Institute of Performing Arts
- Graduate Acting Program
- Department of Dance
- Department of Design for Stage & Film
- Department of Drama, Undergraduate
- Graduate Musical Theatre Writing Program
- Department of Performance Studies

### Department of Art and Public Policy
- Graduate Program

### Emerging Media Group
- Fotografie und Bildgebende Verfahren
- Interaktive Telekommunikation
- Tonaufnahme
- Game Design

## Persönlichkeiten

### Professoren
- Anna Deavere Smith (* 1950), Schauspielerin und  Dramatikerin
- Mark Wing-Davey (* 1948), Schauspieler und Theaterregisseur

### Alumni
Musiker
- Lady Gaga (* 1986), Sängerin, Songwriterin und Schauspielerin

Schauspieler
- Alec Baldwin (* 1958), Schauspieler, Synchronsprecher und Filmproduzent
- Kristen Bell (* 1980), Filmschauspielerin
- Maya Erskine (* 1987), Filmschauspielerin
- Bridget Fonda (* 1964), Schauspielerin
- Elizabeth Olsen (* 1989), Schauspielerin
- Matthew Gray Gubler (* 1980), Schauspieler, Synchronsprecher, Regisseur, Filmemacher, Fotomodell und Maler
- Michael C. Hall (* 1971), Schauspieler
- Wood Harris (* 1969), Schauspieler
- Simon Helberg (* 1980), Schauspieler und Komiker
- Marin Hinkle (* 1966), Schauspielerin
- Philip Seymour Hoffman (1967–2014), Theater- und Filmschauspieler
- Bryce Dallas Howard (* 1981), Schauspielerin und Filmregisseurin
- John McGinley (* 1959), Schauspieler
- Danny Pino (* 1974), Schauspieler
- Aubrey Plaza[1] (* 1984), Komikerin, Schauspielerin und Filmproduzentin
- Josh Radnor (* 1974), Schauspieler, Filmregisseur, Musiker und Drehbuchautor
- Alberto Rosende (* 1993), Schauspieler
- Adam Sandler (* 1966), Schauspieler, Komiker, Produzent und Drehbuchautor
- Rainn Wilson (* 1966), Schauspieler
- Andy Samberg (* 1978), Stand-Up-Comedian, Schauspieler und Filmproduzent
- Camila Mendes (* 1994), brasilianisch-US-amerikanische Schauspielerin

Regisseure
- Joel Coen (* 1954), Filmregisseur, Drehbuchautor, Filmproduzent und Filmeditor
- Marc Forster (* 1969), deutsch-schweizerischer Filmregisseur, Filmproduzent und Drehbuchautor
- Jim Jarmusch (* 1953), Autorenfilmer, Schauspieler und Filmproduzent
- Ang Lee (* 1954), taiwanischer Filmregisseur, Drehbuchautor und Produzent
- Spike Lee (* 1957), Filmregisseur, Drehbuchautor, Produzent und Schauspieler
- Michael Mayer (* 1960), Theater-, Musical- und Filmregisseur
- Todd Phillips (* 1970), Regisseur, Produzent und Drehbuchautor
- Martin Scorsese (* 1942), Regisseur, Drehbuchautor, Filmproduzent und Schauspieler
- Oliver Stone (* 1946), Regisseur, Drehbuchautor und Produzent
- Stina Werenfels (* 1964), Schweizer Filmemacherin

Kameraleute
- Lisa Rinzler  (* 1955), Kamerafrau und Fotografin

Autoren
- Meredith Averill (* 1982), Drehbuchautorin und Fernsehproduzentin
- Suzanne Collins (* 1962), Autorin von Cartoons, Kinder- und Jugendliteratur
- Geoffrey Fletcher (* 1970), Drehbuchautor und Professor
- Vince Gilligan (* 1967), Drehbuchautor, Fernsehproduzent und Regisseur
- Donald Glover (* 1983), Schauspieler, Komiker, Drehbuchautor, Musiker und Regisseur
- Charlie Kaufman (* 1958), Drehbuchautor, Filmregisseur und Romanautor
- Grace Randolph (* 1987), Comicautorin und Moderatorin